# Giorni di gioventù
Giorni di gioventù (学生ロマンス 若き日?, Gakusei romansu: wakaki hi) è un film del 1929 diretto da Yasujirō Ozu. Si tratta dell'ottavo film del famoso regista giapponese, ed è il suo più vecchio film a non essere andato perduto.

## Trama
Due amici che frequentano insieme l'università competono tra loro per conquistare la stessa ragazza durante una gita in una località turistica di montagna per sciare.